# ممتلكات إنجلترا ما وراء البحار

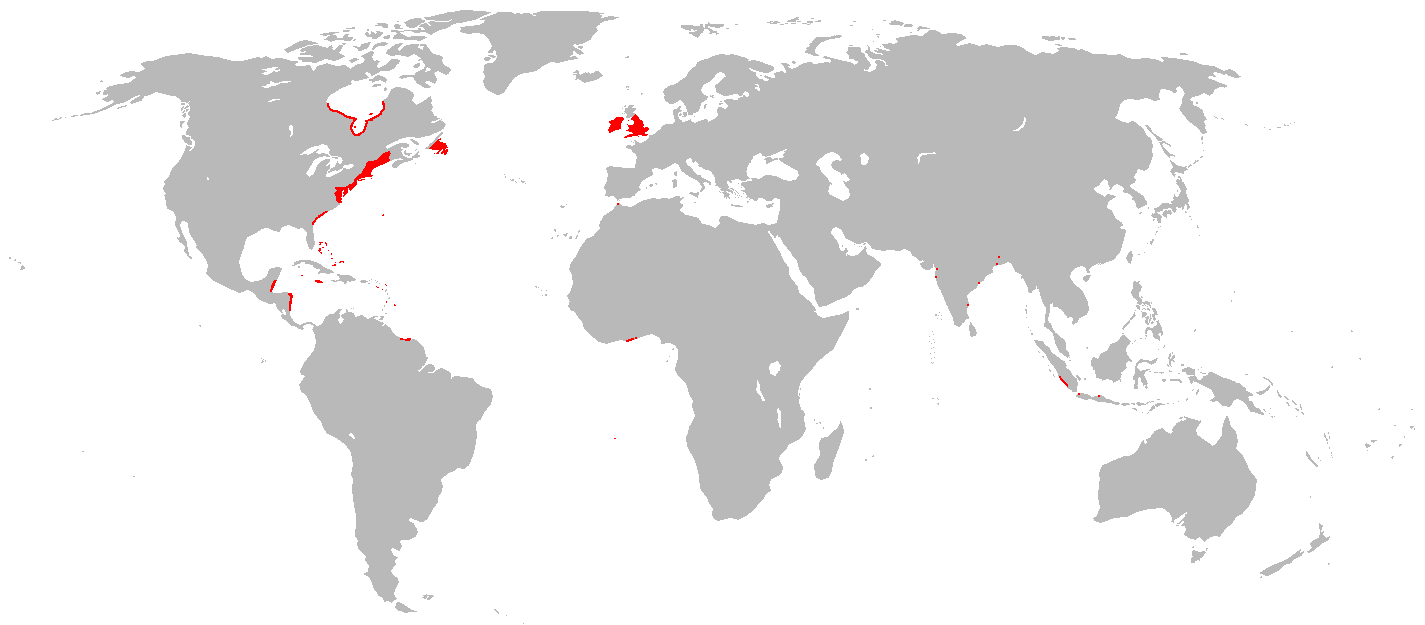

ممتلكات إنجلترا ما وراء البحار، المعروفة أيضًا باسم الإمبراطورية الاستعمارية الإنجليزية، تضم مجموعة من الأراضي الخارجية التي استُعمرت أو احتُلت أو أخذتها مملكة إنجلترا السابقة بطريقة أخرى، وذلك خلال القرون السابقة لقوانين الاتحاد عام 1707 بين مملكة إنجلترا ومملكة اسكتلندا، والتي شكلت مملكة بريطانيا العظمى. ثم أصبحت الممتلكات الإنجليزية الكثيرة أساسًا للإمبراطورية البريطانية وقوتها البحرية والتجارية سريعة النمو، والتي لم تكن متفوقة آنذاك على ممتلكات الجمهورية الهولندية ومملكة البرتغال ومملكة إسبانيا.
أُنشئت أولى المستوطنات الإنجليزية الخارجية في أيرلندا، وسرعان ما تبعتها مستوطنات أخرى في أمريكا الشمالية وبرمودا وجزر الهند الغربية، ومن خلال محطات تجارية تدعى «معامل» في جزر الهند الشرقية، مثل بانتام، وشبه القارة الهندية، بدءًا من سورت. في عام 1639، بدأ تشييد سلسلة من الحصون الإنجليزية على الساحل الهندي مع حصن سانت جورج. في عام 1661، نتج عن زواج الملك تشارلز الثاني بكاترين من براغانزا زيادة في الممتلكات بسبب المهر الذي تضمن طنجة في شمال أفريقيا وبومباي في الهند (إذ كانت تحت حكم البرتغال قبل ذلك).
في أمريكا الشمالية، كانت نيوفندلاند وفرجينيا أول مراكز الاستعمار الإنجليزي. خلال القرن السابع عشر، استُعمرت ماين، وبليموث، ونيو هامبشاير، وسالم، وخليج ماساتشوستس، ونيو اسكتلندا، وكونيتيكت، ونيو هافن، وماريلاند، وَرود آيلاند، ومزارع بروفيدنس. في عام 1664، أُخذت هولندا الجديدة والسويد الجديدة من الهولنديين، لتُصبحا نيويورك ونيوجيرسي وأجزاء من ديلاوير وبنسلفانيا.

## المنشأ

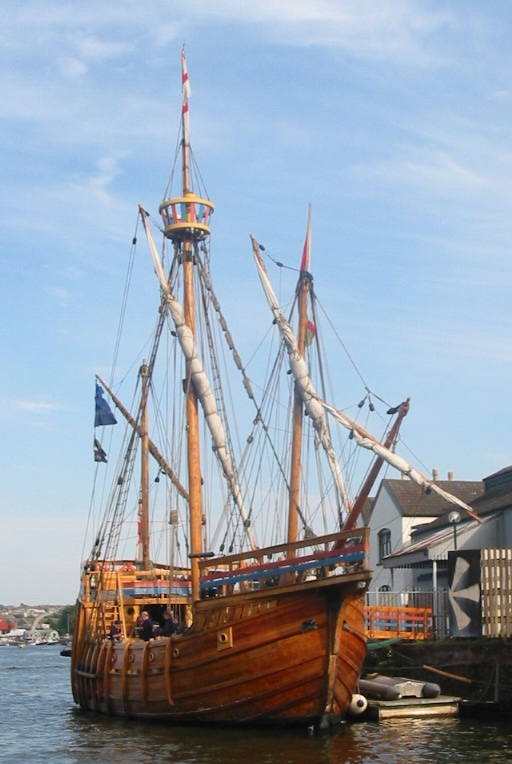
نسخة طبق الأصل من سفينة جون كابوت ”ماثيو“. تم تصويرها في مرساها الرئيسي المجاور لسفينة SS بريطانيا العظمى في ميناء بريستول.نسخة طبق الأصل من سفينة جون كابوت ”ماثيو“. تم تصويرها في مرساها الرئيسي المجاور لسفينة SS بريطانيا العظمى في ميناء بريستول.

يرجع تأريخ مملكة إنجلترا بشكل عام إلى حكم أثيلستان من عام 927. في أثناء حكم سلالة كنيلينغا، من 1013 إلى 1014 ومن 1016 إلى 1042، كانت إنجلترا جزءًا من اتحاد شخصي ضم أقاليم في إسكندنافيا. في عام 1066، غزا وليام الفاتح، وهو دوق نورماندي، إنجلترا، وجعل الدوقية من أراضي التاج التابعة للعرش الإنجليزي. خلال الفترة المتبقية من العصور الوسطى، استولى ملوك إنجلترا على مناطق واسعة من فرنسا، مستندين إلى تاريخهم في هذه الدوقية. في ظل حكم الإمبراطورية الأنجوية، شكلت إنجلترا جزءًا من مجموعة الأراضي في الجزر البريطانية وفرنسا التي كانت تحت سيطرة أسرة بلانتاجانت. أدى انهيار هذه الأسرة إلى حرب المئة عام بين إنجلترا وفرنسا. في بداية الحرب، حكم ملوك إنجلترا كل فرنسا تقريبًا، ولكن بحلول نهاية عام 1453، لم يبقَ لهم سوى بالي كاليه. في النهاية، خسروا كاليه أمام الفرنسيين عام 1558. احتفظت جزر القنال، باعتبارها من بقايا دوقية نورماندي، بصلتها بالتاج حتى اليوم الحاضر.
حدث توسع إنجليزي مبكر ضمن الجزر البريطانية. مع بداية عام 1169، بدأ غزو النورمان لأيرلندا بتأسيس مستوطنات إنجليزية في أيرلندا، مع وصول آلاف المستوطنين الإنجليز والويلزيين إليها. نتيجة لذلك، بقيت لوردية أيرلندا على مدى قرون تحت حكم العرش الإنجليزي، على الرغم من أن مستوطنة (مزرعة) أولستر لم تبدأ حتى أوائل القرن السابع عشر. بقيت السيطرة الإنجليزية على أيرلندا تتأرجح لقرون، حتى انضمت أيرلندا إلى المملكة المتحدة لبريطانيا العظمى وأيرلندا في عام 1801.
بدأت رحلات كريستوفر كولومبوس في عام 1492، ورأى الأراضي في جزر الهند الغربية في 12 أكتوبر من ذلك العام. في عام 1496، نتيجة لحماسه بسبب نجاحات البرتغاليين والإسبان في استكشاف ما وراء البحار، كلف الملك هنري السابع ملك إنجلترا جون كابوت بقيادة رحلة للعثور على طريق من المحيط الأطلسي إلى جزر التوابل (الملوك) في آسيا، وعُرفت هذه الرحلة لاحقًا بالبحث عن الممر الشمالي الغربي. أبحر كابوت في عام 1497، ونجح في الرسو على ساحل نيوفندلاند. هناك، اعتقد أنه وصل إلى آسيا ولم يقم بأي محاولة لتأسيس مستعمرة دائمة. ثم قاد رحلة أخرى إلى الأمريكتين في العام التالي، ولكن لم يُعرف عنه أو عن سفنه أي شيء بعدها.
جعل الإصلاح الإنجليزي من إنجلترا وإسبانيا أعداءً، وفي عام 1562، رخصت إليزابيث للقرصانين المفوضين هوكنز ودريك بمهاجمة السفن الإسبانية قبالة ساحل غرب أفريقيا. في وقت لاحق، مع اشتداد الحروب الأنجلو إسبانية، وافقت إليزابيث على شن مزيد من الغارات على الموانئ الإسبانية في الأمريكتين وضد سفن الشحن العائدة إلى أوروبا محملة بكنوز من العالم الجديد. في هذه الأثناء، بدأ الكاتبان المؤثران ريتشارد هاكلوت وجون دي بالضغط من أجل تأسيس إمبراطورية إنجلترا ما وراء البحار. كانت إسبانيا مستوطنة بشكل جيد في الأمريكتين، في حين أقامت البرتغال شبكة من المحطات التجارية والحصون على سواحل أفريقيا والبرازيل والصين، وبدأ الفرنسيون بالفعل بالاستيطان في نهر سانت لورانس، الذي أصبح في ما بعد فرنسا جديدة.

## أولى المستعمرات الإنجليزية ما وراء البحار
كانت أولى المحاولات الجادة لإنشاء مستعمرات إنجليزية ما وراء البحار في الربع الأخير من القرن السادس عشر، في عهد الملكة إليزابيث. شهدت فترة الخمسينيات من القرن السادس عشر أول محاولة لإنشاء مستوطنات إنجليزية دائمة في أمريكا الشمالية، قبل جيل من إنشاء مزرعة أولستر. سرعان ما نشط الاستعمار الإنجليزي بشكل كبير، يدفعه بحث الرجال عن أرض جديدة، والسعي وراء التجارة، والبحث عن الحرية الدينية. في القرن السابع عشر، كانت وجهة معظم الإنجليز الذين يريدون عيش حياة جديدة في الخارج إلى جزر الهند الغربية بدل التوجه إلى أمريكا الشمالية.